# شری نورث
شری نورث (انگلیسی: Sheree North; ۱۷ ژانویهٔ ۱۹۳۲ – ۴ نوامبر ۲۰۰۵) یک هنرپیشه، خواننده، هنرمند رقص اهل ایالات متحده آمریکا بود. وی بین سال‌های ۱۹۵۱ تا ۱۹۹۸ میلادی فعالیت می‌کرد.

## گزیده فیلمشناسی
از فیلم‌ها یا برنامه‌های تلویزیونی که وی در آن نقش داشته‌است می‌توان به آثار زیر اشاره کرد.
- ماردی گرا (فیلم ۱۹۵۸) ()
- شاپرک‌های کولی (۱۹۶۹)
- سازمان (فیلم) (۱۹۷۱)
- چارلی وریک (۱۹۷۳)
- پوشاک (فیلم ۱۹۷۳) (۱۹۷۳)
- دود اسلحه (۱۹۶۳)
- بن کیسی (۱۹۶۳–۱۹۶۴)
- ویرجینیایی (۱۹۶۴–۱۹۶۶)
- فراری (مجموعه تلویزیونی) (۱۹۶۵–۱۹۶۷)
- کنن (۱۹۷۲)
- خیابان‌های سانفرانسیسکو (۱۹۷۳)
- کوجک (مجموعه تلویزیونی) (۱۹۷۴)
- هاوایی فایو-او (۱۹۷۴)
- دکتر مارکوس ولبی (۱۹۷۶)
- تیرانداز (۱۹۷۶)
- باره‌تا (۱۹۷۷)
- پاها (فیلم) (۱۹۸۳)
- نقشه سوزان (۱۹۹۸)
- ساینفلد (۱۹۹۵–۱۹۹۸)